# Adultérant
Le terme adultérant désigne toute substance introduite ou maintenue frauduleusement dans un produit (aliments, carburants, produits chimiques, etc.) de façon à le vendre ou le donner pour ce qu'il n'est pas. Le produit est alors dit "adultéré". L’action d'adultérer est appelée adultération.
Les adultérants sont généralement des substances peu onéreuses, voire invendables faute d'autorisation, utilisées délibérément par des commerçants ou industriels peu scrupuleux afin d'augmenter leurs bénéfices aux dépens des consommateurs ou utilisateurs. Les adultérants peuvent altérer les propriétés du produit ou même être toxiques.
L'incorporation d'adultérants toxiques dans des aliments ou d'autres produits destinés à la consommation humaine est considérée comme un empoisonnement.
Le terme « adultérant » doit être différencié de « contaminant », qui désigne une substance non désirée ayant été introduite accidentellement dans un produit. 
Les adultérants sont également distincts des additifs alimentaires dans la mesure où ils ne sont pas utilisés pour améliorer les propriétés d'un produit, mais au contraire les dégradent au nom d'intérêts financiers.
Il existe néanmoins des cas spécifiques pour lesquels la distinction entre adultérant et additif alimentaire est particulièrement étroite, comme par exemple pour la chicorée, qui peut être ajoutée au café pour réduire son coût ou comme additif alimentaire pour donner un goût particulier. C'est également le cas de la craie qui a souvent été ajoutée aux farines pour réduire leur coût mais qui est maintenant utilisée en tant qu'additif alimentaire pour améliorer leur blancheur et leur teneur en calcium.
Les adultérants utilisés dans les drogues illicites sont appelés produits de coupe, ou produits de coupage.

## Exemples passés et actuels
Voici des exemples d’adultérations actuelles ou passées, dont certaines sont dangereuses :
- Craie, ajoutée dans les farines.
- Chicorée, utilisée comme adultérant dans le café.
- Diéthylène glycol, utilisé dangereusement par certains viticulteurs dans les vins doux.
- Gelée de pomme, utilisée à la place d'autres gelées de fruits plus onéreuses, avec ajout de colorant et parfois même de particules de bois pour imiter les graines des framboises, des fraises et/ou d'autres baies.
- Eau, pour diluer les laits ou les boissons alcoolisées.
- Produits de coupage, utilisés pour "couper" les drogues illicites (e.g. cirage à chaussure dans le haschisch, amphétamines dans l'ecstasy, lactose dans la cocaïne, etc.).
- Sources d'azote non protéiques, telles que l’urée ou la mélamine, incorporées dans des produits afin de les faire paraître plus riches en protéines brutes[1] (voir scandale du lait à la mélamine).
- Sirop de maïs, de sucre de canne ou de riz, utilisé pour adultérer le miel.
- Eau ou saumure injectée dans les viandes pour augmenter leur poids[2].
- Sudan I, Sudan IV et jaune de méthyle, utilisés pour adultérer le curcuma en poudre[3].